# Jürgen Schlüter (1937)

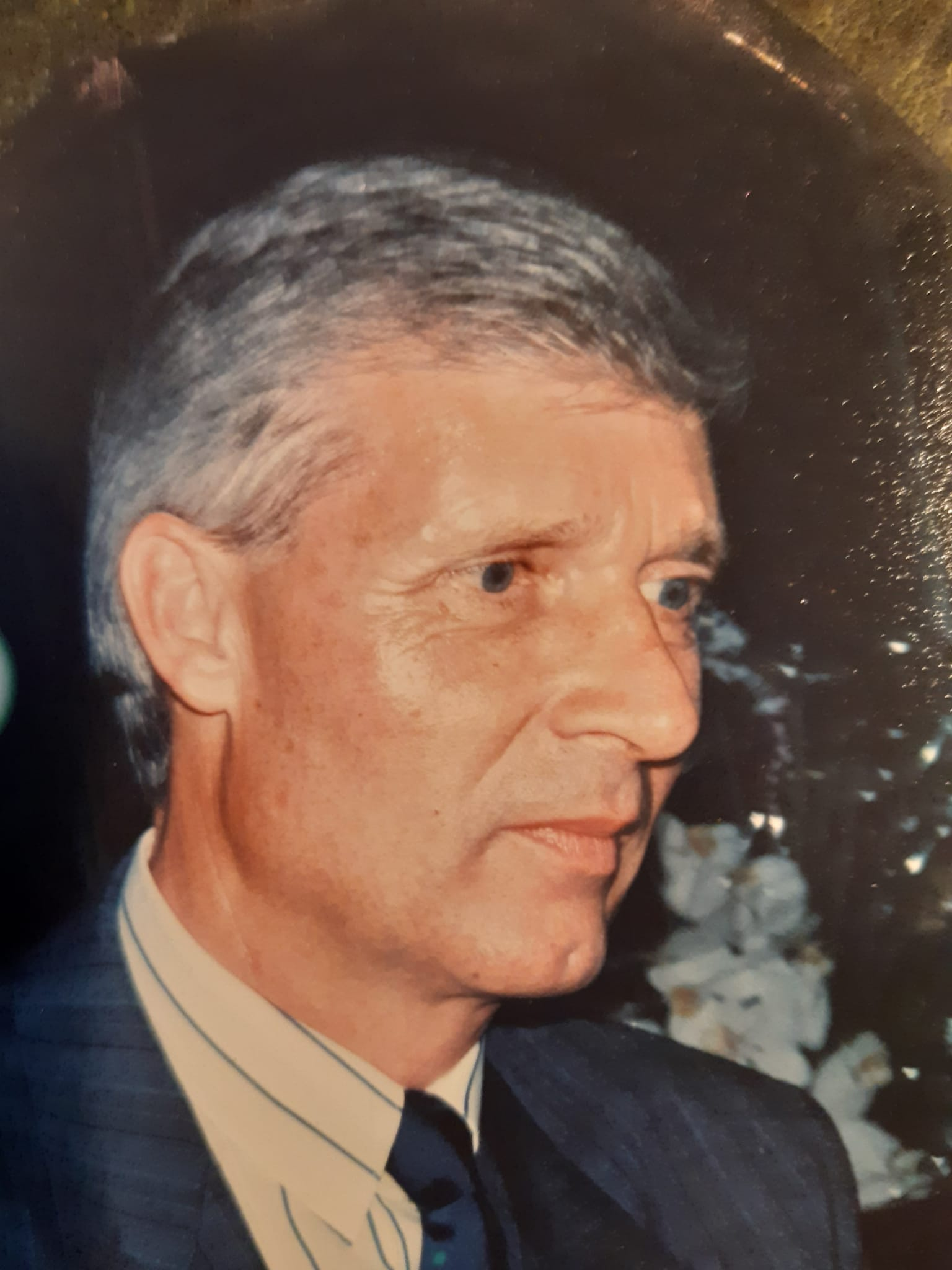
Jürgen Schlüter

Jürgen Schlüter (* 7. Januar 1937 in Kiel; † 4. Dezember 2017 in Husum) war ein Generalmajor der Luftwaffe der Bundeswehr. In seiner letzten Verwendung war er stellvertretender Befehlshaber und Chef des Stabes der Second Allied Tactical Air Force in Mönchengladbach.

## Ausbildung und Verwendung
Jürgen Schlüter trat 1956 in die Bundeswehr ein. Seine Fliegerische Ausbildung zum Strahlflugzeugführer absolvierte er in der Lackland Air Force Base, Texas, USA. Danach schlossen sich von 1958 bis 1968 Verwendungen beim Jagdbombergeschwader 31 in Nörvenich und Jagdbombergeschwader 35 in Husum als Jagdbomber-Flugzeugführer auf den Einsatzmustern F-84-F Thunderstreak und Fiat G-91 an. In dieser Zeit war er Einsatzoffizier, Staffelkapitän, S3-Stabs-Offizier und Stv. Kommandeur Fliegende Gruppe.

## Dienst als Stabsoffizier
1968 bis 1970 war Jürgen Schlüter Teilnehmer des 13. Generalstabslehrgangs Luftwaffe an der Führungsakademie der Bundeswehr in Hamburg. Danach war er von 1970 bis 1973 Abteilungsleiter (A 2)  bei der 3. Luftwaffendivision in Kalkar und wurde 1973 bis 1976 Hilfs-Referent für Grundsatzangelegenheiten im Führungsstab der Luftwaffe (Fü L III 3) des  Bundesministeriums der Verteidigung (BMVg) in Bonn. Anschließend war er von 1976 bis 1978 im  Projektstab Bundeswehr-Planübung im Luftwaffenamt in Köln-Wahn.
Jürgen Schlüter wurde 1978 Oberst i. G. (im Generalstab) und  Referatsleiter Nukleare Planungsgruppe in der Deutschen NATO-Vertretung in Brüssel. 1981 war er Lehrgangsteilnehmer am Royal College of Defence Studies in London. Im Anschluss wurde er Kommodore seines „Heimat-Geschwaders“, des Jagdbombergeschwaders 41, (Waffensystem Alpha-Jet) in Husum.
Es folgte von 1984 bis 1987 der Einsatz als Gruppenleiter beim Luftflottenkommando und anschließend als Referatsleiter im BMVg – F L III 3 – dem Referat für Einsatz- und Grundsatzangelegenheiten der Luftwaffe. 1985 wurde Jürgen Schlüter zum Brigadegeneral befördert und war danach Stabsabteilungsleiter im Führungsstab der Luftwaffe (Fü L III), Führung und Einsatz.
Er wurde 1987 zum Generalmajor befördert und übernahm das Kommando der 1. Luftwaffendivision in Meßstetten, wobei er gleichzeitig Befehlshaber ATOC, des Allied Tactical Operation Centers war. In seiner letzten Verwendung war Generalmajor Schlüter stellvertretender Befehlshaber und Chef des Stabes der 2. ATAF (Second Allied Tactical Air Force) in Mönchengladbach.
Er trat am 31. Januar 1991 in den Ruhestand.
Schlüter wurde 1987 mit dem Verdienstkreuz am Bande und 1989 mit der 1. Klasse des Verdienstordens der Bundesrepublik Deutschland ausgezeichnet.
Schlüter war verheiratet.